# Les Mills International
LesMills är ett av fitnessbranschens största utbildningsföretag inom gruppträning, grundat 1968 av Leslie Mills. LesMills erbjuder framför allt olika förkoreograferade träningsprogram. Företaget bedriver forskning inom träning[källa behövs] och har över 20 000 klubbar i över 100 länder samt 130 000 licenserade instruktörer. 

## Träningsprogram

### Gruppträningsklasser
- Body attack
- Body balance
- Body combat
- Bodypump
- BodyJam
- BodyStep
- Les Mills Core
- Les Mills Barre
- Les Mills Tone
- RPM
- Sh'Bam
- The Trip
- Strength Development
- Shapes

### Högintensiva intervallklasser (HIIT)
- LesMills SPRINT
- LesMills GRIT Cardio
- LesMills GRIT Athletic
- LesMills GRIT Strength

### Barnklasser
- Born To Move